# 彭德忠
彭德忠，MH（1948年—），於1977年創立高力集團的高力金屬實業有限公司。自1996年起擔任高力集團主席兼董事總經理，負責集團策略規劃、整體管理及業務發展工作。此外，彭德忠為第十二及十三屆中國人民政治協商會議天津市委員會委員以及廣東省江門市及鶴山市榮譽市民。
最值得注意是在1996年，以每股0.9港元，收購當時上市公司的大鵬油墨廠的大鵬集團，因此聲名大噪。在千禧年，他創立的高力集團成功收購長期財困的日本大同集團有限公司，在約2至3年，出售給第二者買家。

## 外部連結
- 高力集團：建築業將迎來五年黃金期 （页面存档备份，存于）
- 彭德忠先生 - 江門